# Biais de participation
Le biais de participation ou le biais de non-réponse est un phénomène dans lequel les résultats des élections, des études, des sondages, etc. deviennent non représentatifs parce que les participants possèdent de manière disproportionnée certains traits qui affectent le résultat. Ces caractéristiques signifient que l'échantillon est systématiquement différent de la population cible, ce qui peut entraîner des estimations biaisées.
Le biais de non-réponse peut être un problème dans la recherche longitudinale en raison de l'attrition au cours de l'étude.

## Exemples
Lors de l'élection présidentielle américaine de 1936, The Literary Digest a envoyé 10 millions de questionnaires, dont 2,4 millions ont été retournés. Sur cette base, ils ont prédit que le républicain Alf Landon gagnerait avec 370 des 531 voix électorales, alors qu'il n'en a obtenu que huit. Des recherches publiées en 1976 et 1988 ont conclu que le biais de non-réponse était la principale source de cette erreur, même si leur base de sondage était également très différente de celle de la grande majorité des votants.
Une étude pubiée en 1999 indique que ceux qui refusaient de répondre à une enquête sur le sida avaient tendance à être « plus âgés, fréquentaient plus souvent l'église, étaient moins susceptibles de croire à la confidentialité des enquêtes et avaient moins de révélations sexuelles ». Cela peut se produire en raison de plusieurs facteurs, comme indiqué dans W. Edwards Deming (1990).

## Terminologie associée
- Le biais d'autosélection est un type de biais dans lequel les individus se sélectionnent volontairement dans un groupe, biaisant ainsi potentiellement la réponse de ce groupe.
- Le biais de réponse n'est pas le contraire du biais de non-réponse, mais se rapporte plutôt à une tendance possible des répondants à donner des réponses inexactes ou mensongères pour diverses raisons.